# Slag bij de Gindarusberg
De Slag bij de Gindarusberg of de Slag bij Cyrrhestica vond plaats in 38 v.Chr. ter hoogte van de bergpas bij Gindarus en was een veldslag tijdens de Romeins-Parthische oorlogen, waarbij de Parthische kroonprins Pacorus I om het leven kwam.

## Achtergrond
Na de dood van  Brutus en Cassius, de moordenaars van Julius Caesar, vluchtte hun generaal Quintus Labienus met een deel van zijn troepen naar de Parthen. In 40 v.Chr. wist hij koning Orodes II ervan te overtuigen een veldtocht tegen de Romeinen te beginnen. Samen met kroonprins Pacorus I veroverden ze Syria. De nieuwe Romeinse generaal Publius Ventidius Bassus kreeg van triumvier Marcus Antonius de opdracht, Syria te heroveren. In 39 v.Chr. schakelde hij Labienus uit.

## Slag
Geleerd uit vorige veldslagen wist Ventidius dat de Parthen moeilijk te verslaan waren op open terrein, daarom lokte hij hen naar een bergpas. De lichte cavalerie van de Parthen hadden geen impact, de zware cavalerie werd met slingers bekogeld. Daarna vielen de Romeins legionairs aan. Pacorus, in zijn schitterend harnas, was gemakkelijk te herkennen en werd vermoord. Het Parthische leger sloeg op de vlucht, maar werden opgevangen door goed opgestelde Romeinse soldaten en afgeslacht.

## Vervolg
Opdracht volbracht, Syria was heroverd, Ventidius keerde naar Rome terug. In het Parthische Rijk brak er een troonstrijd uit. In 37 v.Chr. werd Phraates IV de nieuwe koning. Marcus Antonius, niet voldaan, viel persoonlijk het Parthische Rijk aan in 36 v.Chr.